# Дубока (локалитет)
Дубока је локалитет у режиму заштите I степена, површине 128,94ha, у појасу 1.020—1.780 м.н.в. и захвата леву долинску страну реке Дубока.
Слив Дубоке окружен је гребенима: Караман, Пајино пресло, Суво рудиште, Бећиревац и врх Шиљак. Извориште водотока је на 1.800 м.н.в. под Караманом, одакле река усеца клисуре. Услед велике висинске разлике овог дела НП Копаоник, смењују се различити типови вегетације: субалпска вегетација боровнице и субалпске смрче, шума субалпске букве, шума смрче, букве и јеле, шума букве и јеле, чисташума букве. у горњим деловима слива, у заједницама се налази ендемична врста Оланински јавор. 